# Памятники Юрию Гагарину на почтовых марках
Памятники Юрию Гагарину — категория пространственных художественных произведений, посвящённых Юрию Алексеевичу Гагарину — первому человеку в мировой истории, совершившему полёт в космическое пространство.

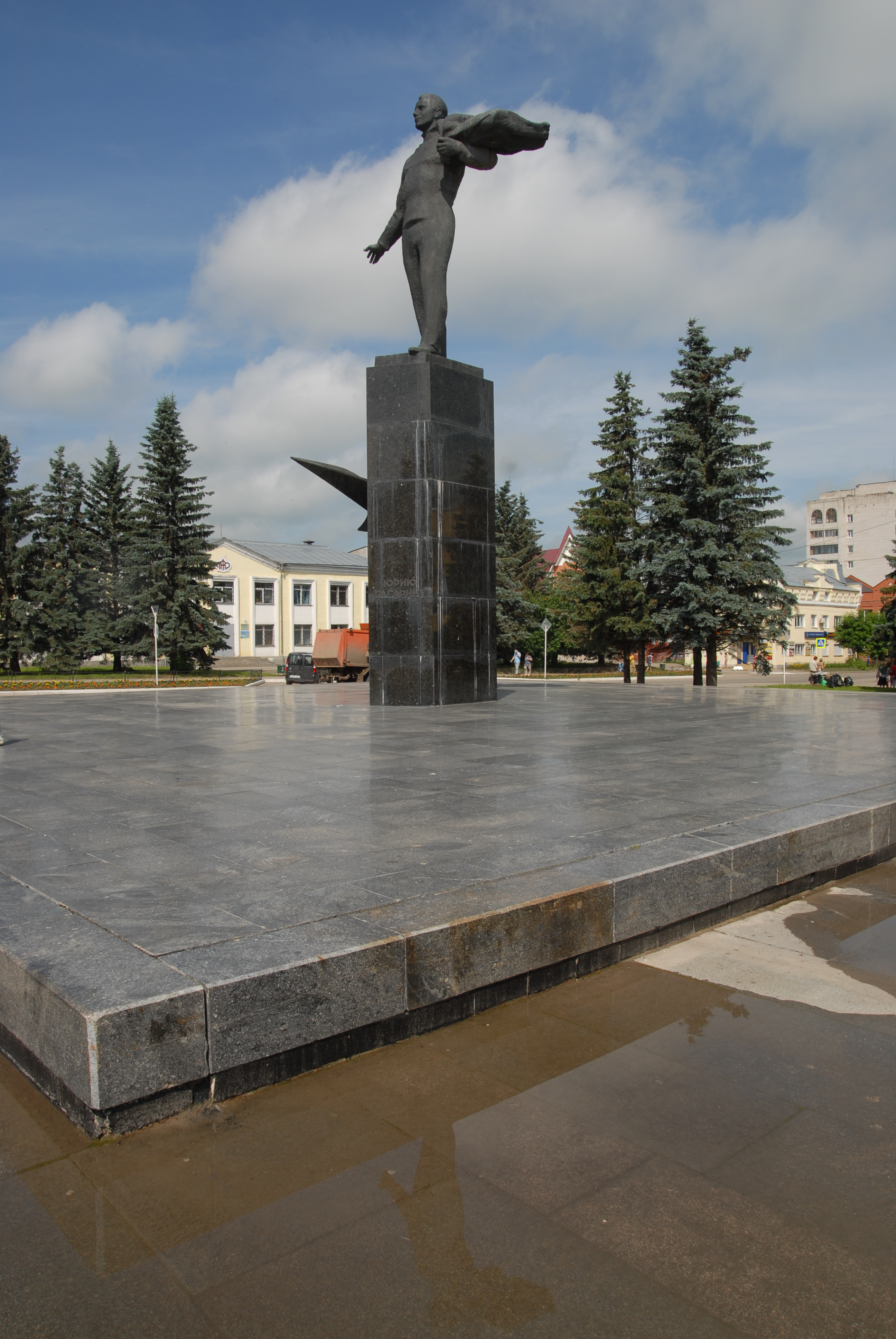
Памятник Ю. А. Гагарину на его родине, в городе Гжатске (ныне Гагарин) Смоленской области

Памятник в узком смысле — художественное произведение, предназначенное для увековечения памяти о событиях и людях. Памятники активно воздействуют на человека и общество:
- своей идейной программой;
- характером постановки и пластической трактовки.

Памятники обычно находятся в общественных местах, тем самым внося существенный вклад в организацию общественного пространства.
Памятники Юрию Гагарину, изображённые на почтовых марках, в основном представляют собой скульптуры, но имеются также мозаика, бюсты и барельеф. Всего на марках, вышедших в разных странах, изображены 10 памятников Юрию Гагарину.

## История понятия
В 1969 году для всех филателистических материалов, посвящённых Юрию Гагарину и его первому полёту, появилось собирательное название «филателистическая гагариниана» в книге Е. П. Сашенкова «Почтовые сувениры космической эры».
В 1984 году начался процесс выделения из общей темы «филателистическая гагариниана» специальных подтем, посвящённых более узким направлениям введением «сюжетного ответвления» музеи и памятники для художественных маркированных конвертов и почтовых карточек. Почтовые марки в это «сюжетное ответвление» включены не были, потому что к 1984 году в СССР вышли только две почтовые марки с памятниками Гагарину в Москве — с бюстом Гагарина на Аллее Космонавтов (СССР, 1975) и со статуей Гагарину (СССР, 1981). Марок, посвящённых музеям Гагарина, нет совсем. Поэтому эту тему филателистической гагаринианы для почтовых марок можно урезать до названия «Памятники Юрию Гагарину».
В 2021 году вышла статья С. Мациевского «Классификация филателистической гагаринианы» в электронном филателистическом журнале «Филателия» с описанием сформировавшихся к этому времени тем филателистической гагаринианы, в том числе и темы «Памятники Юрию Гагарину».

## Барельеф
Барельеф (фр. bas-relief «низкий рельеф») — вид рельефной скульптуры, в котором выпуклая часть изображения выступает над плоскостью фона не более чем на половину своего объёма. Барельеф (изобразительный и орнаментный) — распространённый вид украшения архитектурных сооружений и произведений декоративного искусства; барельефами часто украшаются также постаменты памятников, стелы, мемориальные доски, монеты, медали, геммы.

### Барельеф Гагарина в Кыргызстане
Вначале это был просто природный камень. Юрия Гагарина привезли в ущелье Барскаун (Иссык-Кульская область Киргизии, горы Тескей-Ала-Тоо Тянь-Шаня) угощать и любоваться природой. Гагарин ласкал камень и фотографировался с ним. В 1980-х (1990-х, данные расходятся) годах местный скульптор Валентин Дмитриевич Борсков сделал из камня памятник, что-то высек, что-то зацементировал, и вышли шлем и лицо Гагарина. Суровые зимы и вандалы разрушили «Камень Гагарина», особенно сильно пострадало лицо. В 2000-х годах новый памятник-барельеф Гагарину на постаменте поставили в 200 метрах от «Камня Гагарина». Эти барельефы находятся недалеко от села Тамга, где расположен военный санаторий, в котором был Гагарин и впоследствии отдыхало и тренировалось множество космонавтов — Леонов, Титов, Терешкова и другие.
Почтовые марки и блок с изображением «Камня Гагарина» выпустили три страны.
- Кыргызстан. 2019[7]

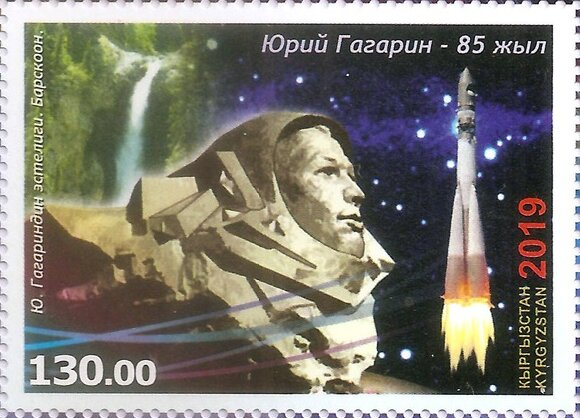
Михель № 954 (2019-04) 85 лет со дня рождения Юрия Гагарина
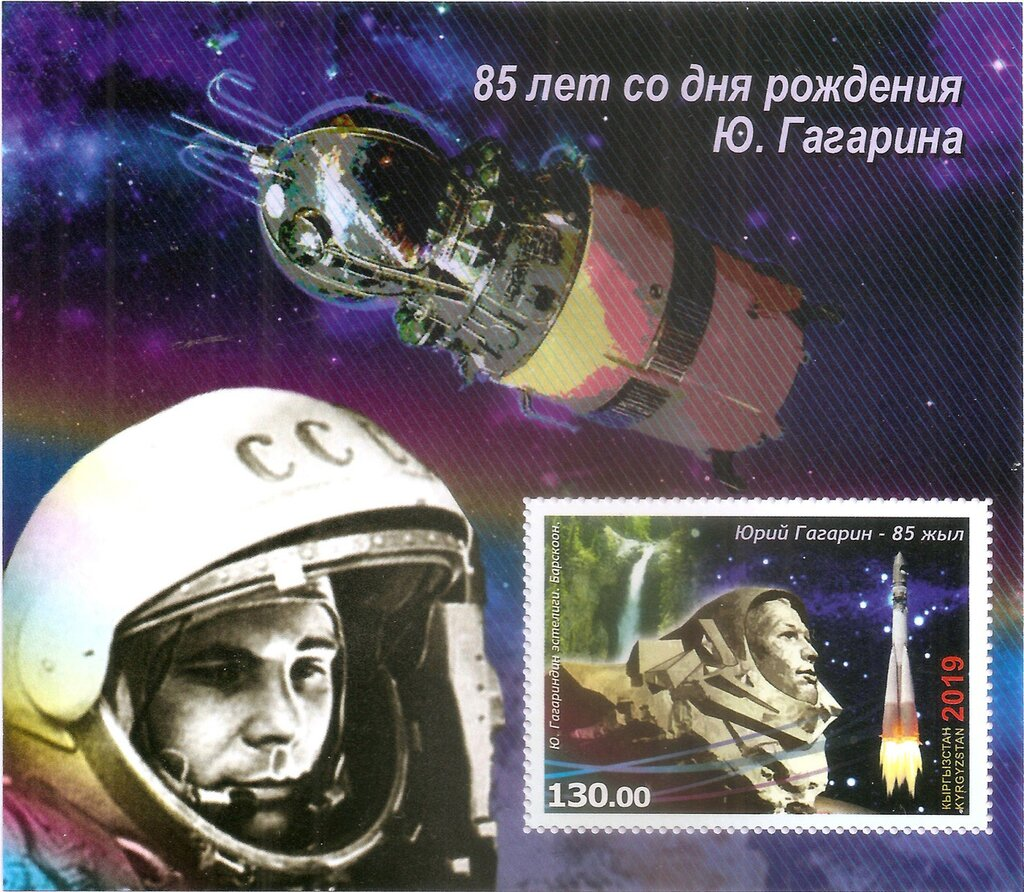
Михель № BL102A (2019-04) 85 лет со дня рождения Юрия Гагарина

- Мальдивы. 2016[8]

Михель № 6276 (2016-05-23). Юрий Гагарин (1934—1968)
- Сьерра-Леоне. 2016[9]

Михель № 9509 (2018-03-30). 50-я годовщина смерти Юрия Гагарина

## Бюсты
Бюст (фр. buste, от лат. bustum «место кремации», «надгробный памятник») — погрудное, обычно портретное изображение человека в круглой скульптуре. Появился в Древнем Египте и Древней Греции, окончательно сложился в Древнем Риме (появилась подставка).

### Бюст Гагарина в Иркутске

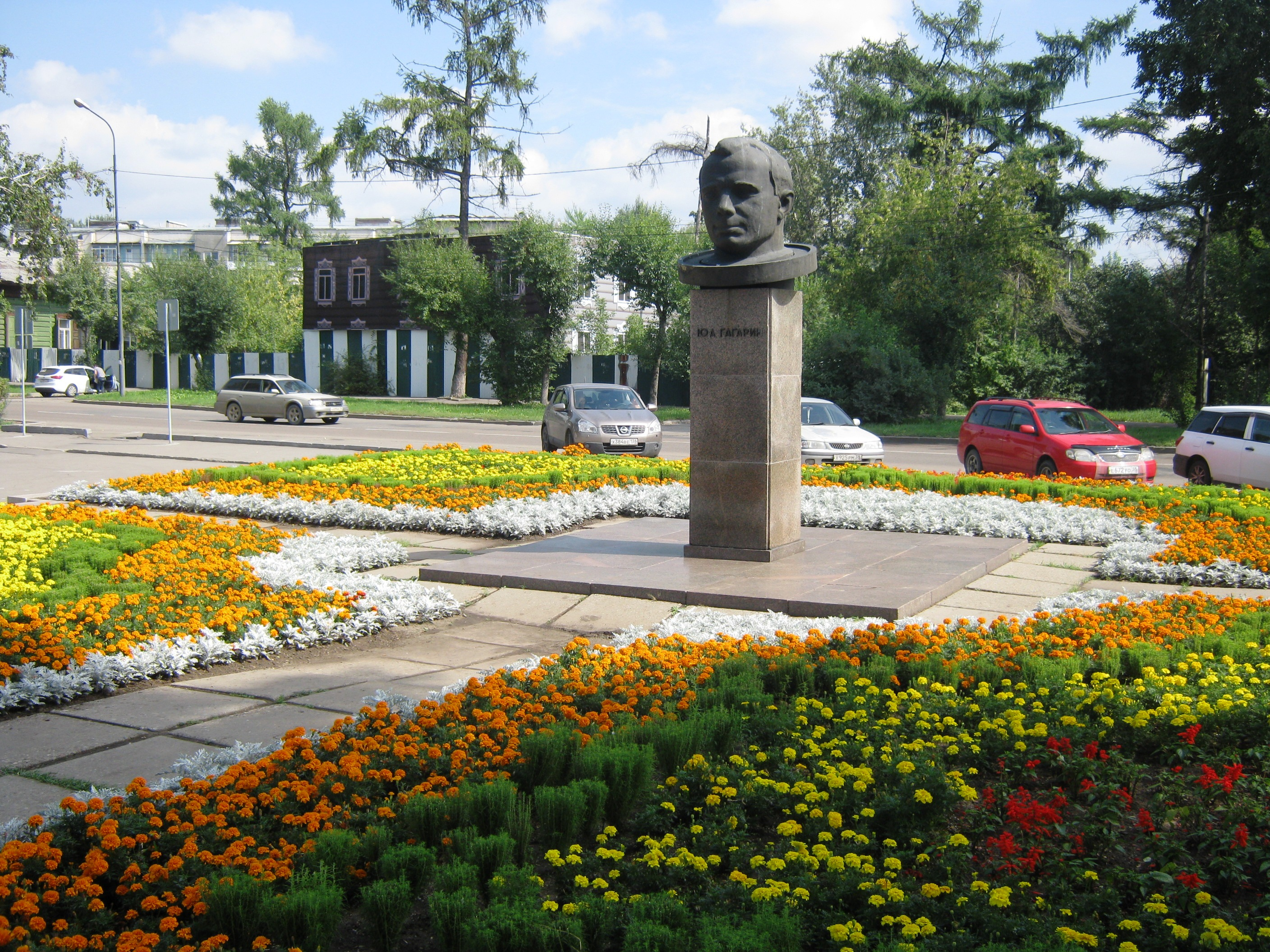
Бюст Ю. А. Гагарина в Иркутске

Бюст Гагарина в Иркутске — бронзовый бюст на постаменте из гранита работы скульпторов Кузнецова Ю. Ф., Книжникова И. Г., Конецкого В. Н. и Верхозина В. П. Открыт в Иркутске 3 ноября 1977 года на Бульваре Гагарина.
Одна страна выпустила почтовую марку с изображением этого бюста.
- Гренада. 2011[12]

Михель № 6365 (2011-04-15). Бюст Юрию Гагарину (1934—1968), русскому космонавту

### Бюст Гагарина в Москве

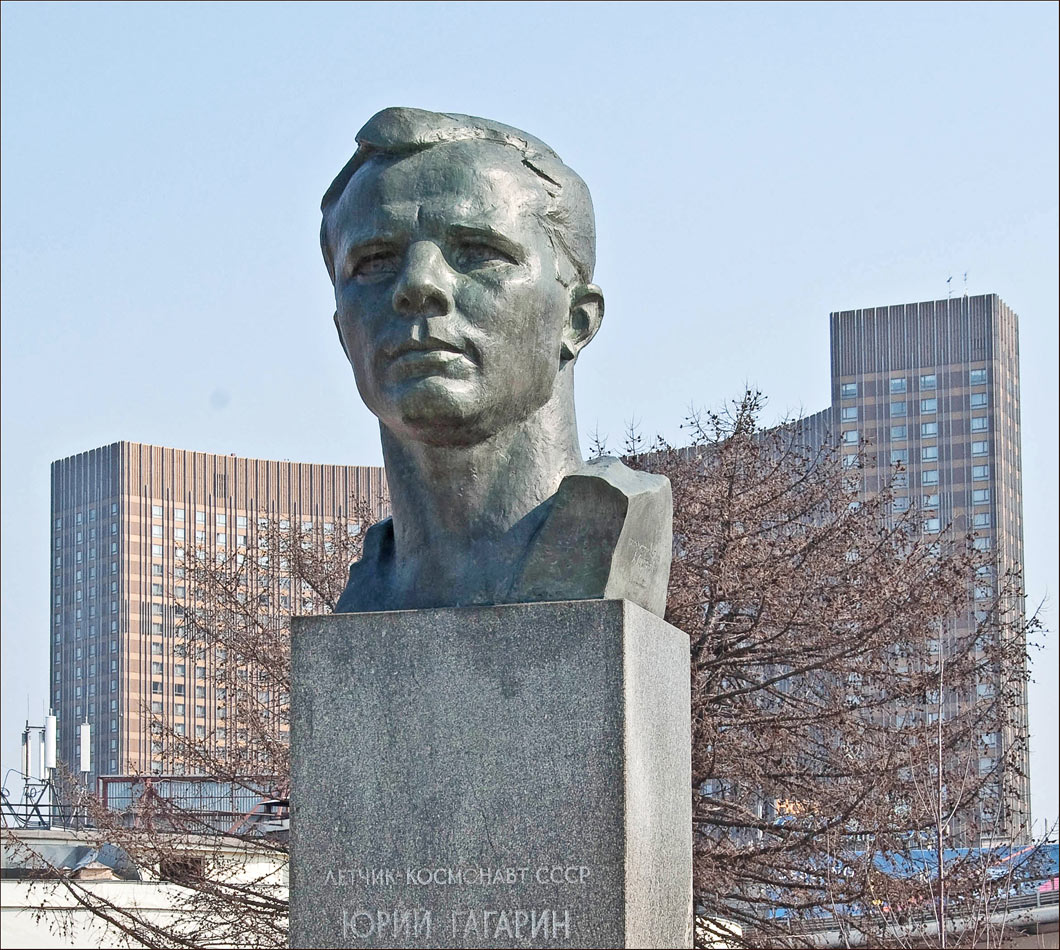
Бюст Ю. А. Гагарина в Москве

Бюст Гагарина в Москве — бюст первого космонавта Земли Юрия Алексеевича Гагарина работы скульптора Льва Кербеля. Был установлен в Москве в 1967 году на Аллее Космонавтов между южным и северным входами станции метро «ВДНХ».
Одна страна выпустила почтовую марку с изображением этого бюста.
- Союз Советских Социалистических Республик. 1975[14]

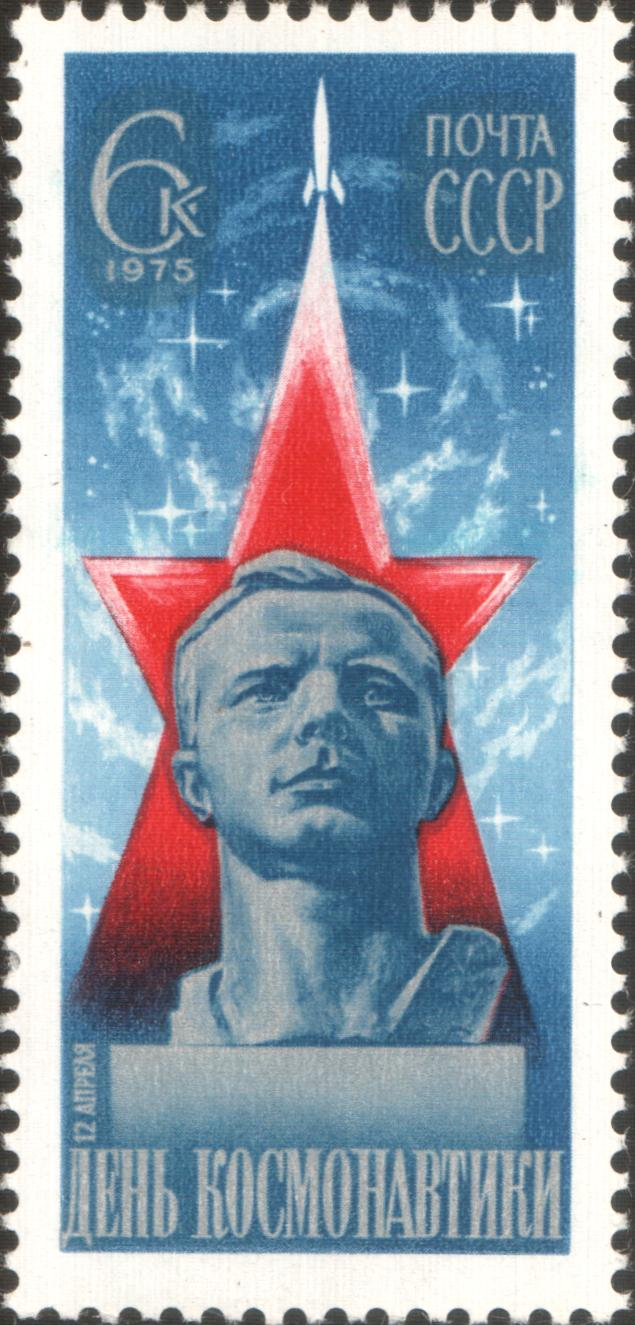
Михель № 4342 (1975-03-28) Памятник Юрию Гагарину. Звезда, ракета

## Мозаика
Мозаика (фр. mosaпque, итал. mosaico от лат. musivum «посвящённое музам») — изображение или узор из однородных или различных по составу частиц (камень, смальта, керамические плитки и пр.), один из основных видов монументального искусства. Мозаика используется также в декоративно-прикладном искусстве, реже для станковых произведений.

### Мозаика в Центре подготовки космонавтов
Мозаичное панно «Ю. А. Гагарин» работы Я. Н. Скрипкова. Находится на входе в Центр подготовки космонавтов имени Ю. А. Гагарина.
Одна страна выпустила почтовую марку с изображением этой мозаики.
- Либерия. 2011[18]

Михель № 5984 (2011-08-05). Гагарин на мозаике

## Статуи
Статуя (лат. statua) — один из основных видов скульптуры, свободно стоящее объёмное изображение человеческой фигуры.

### Статуя Гагарина в Звёздном городке
Памятник Юрию Гагарину в Звёздном городке был установлен в августе 1971 года. Памятник находится в сквере в центре, на выделенной небольшой площади, которая носит имя Юрия Гагарина.
Одна страна выпустила почтовую марку с изображением этого памятника.
- Союз Советских Социалистических Республик. 1987[21]

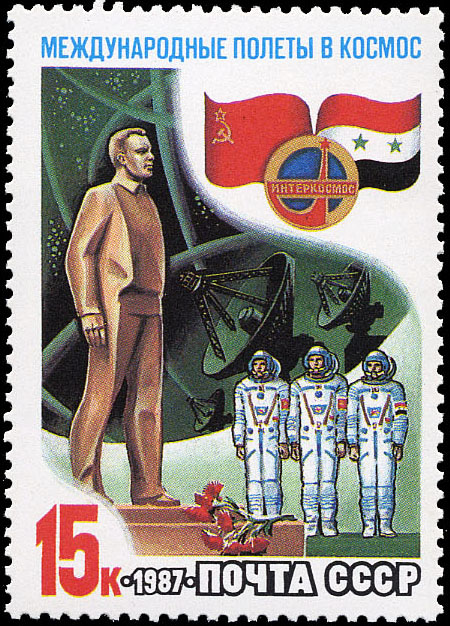
Михель № 5739 (1987-07-30) Космонавты. Памятник Юрию Гагарину. Радиотелескоп

### Статуя Гагарина в Караганде

Михель № 7840 (2018-08-08). Монумент Гагарину в Караганде (Казахстан)

Мемориал «Покорителям космоса» c памятником Юрию Гагарину установлен в Караганде (Казахстан) на площади Гагарина в сквере Шалкыма. Он был изготовлен по проекту скульптора Мурата Байсбая в 2009 году.
Три страны выпустили почтовые марки и блок с изображением этого памятника.
- Джибути. 2018[23]

Colnect № 2018-38 (2018-06-12). 50-я годовщина смерти Юрия Гагарина
- Мальдивы. 2018[24]

- Михель № 7840 (2018-08-08).
Монумент Гагарину в Караганде (Казахстан)

- Мозамбик. 2018[25]

Михель № BL1354 (2018-06-15). 50-я годовщина смерти Юрия Гагарина

### Статуя Гагарина в Королёве
«Звёздные люди Земли» — памятник, изображающий Сергея Королёва и Юрия Гагарина сидящими вдвоём на скамейке и установленный в городе Королёве.
Одна страна выпустила почтовую марку с изображением этого памятника.
- Мальдивы. 2018[24]

Михель № 7336 (2018-03-15). Скульптуры Юрия Гагарина и Сергея Королёва

### Статуя Гагарина в Люберцах

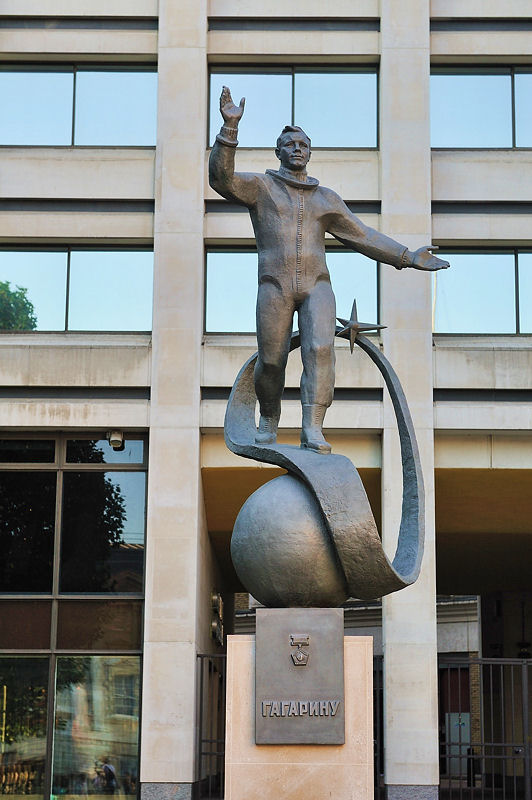
Копия люберецкого памятника в Лондоне

Памятник Гагарину в Люберцах установлен рядом с училищем, в котором Юрий Гагарин обучался профессии литейщика. Памятник был установлен в 1986 году, к двадцатипятилетнему юбилею полёта Юрия Гагарина в космос. Автором памятника является скульптор Анатолий Новиков. Точные копии памятника, установленного в Люберцах, имеются в Лондоне и в Ижевске.
Одна страна выпустила почтовую марку с изображением этого памятника.
- Мальдивы. 2016[8]

Михель № 6278 (2016-05-23). «Восток-1»

### Статуя Гагарина в Москве

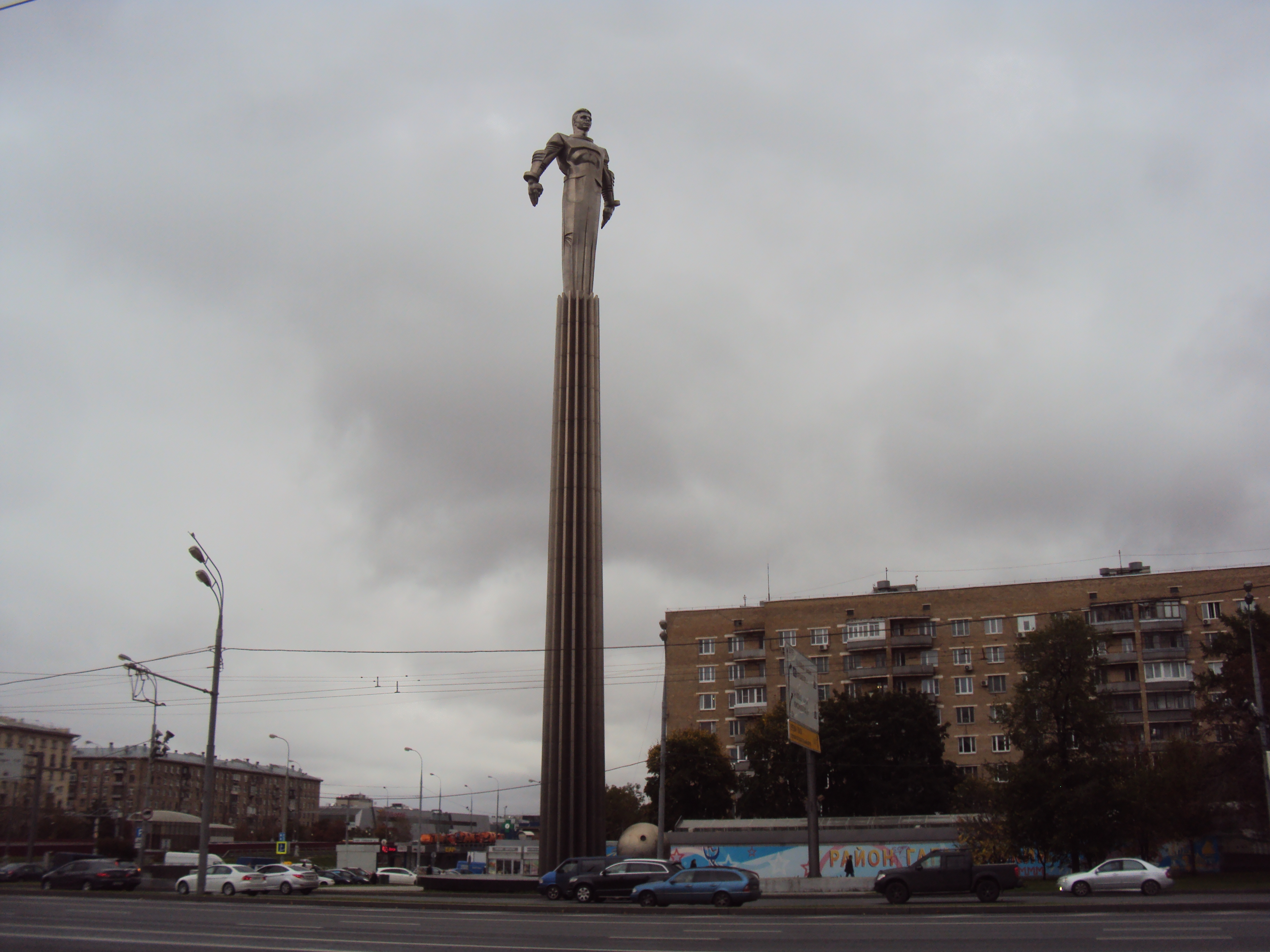
Памятник Юрию Гагарину в Москве

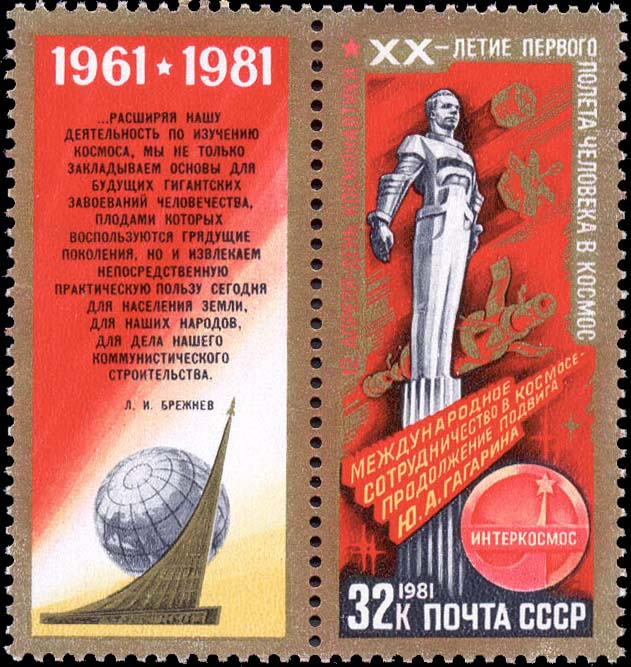
Михель № 5058 (1981-04-12) Памятник Гагарину. Эмблема программы Интеркосмос

Памятник Гагарину в Москве — памятник первому космонавту Земли Юрию Алексеевичу Гагарину работы скульптора Павла Бондаренко был установлен в Москве 4 июля 1980 года на одноимённой площади на Ленинском проспекте. Монумент изготовлен из титана — металла, используемого при строительстве космических кораблей.
9 стран выпустили почтовые марки и блоки с изображением этого памятника.
- Гвинея. 2016[29]

Михель № BL2618 (2016-03-18). 55-летие полета в космос Юрия Гагарина
- Гвинея-Бисау. 2018[30]

Михель № BL1683 (2018-03-15). 50-я годовщина смерти Юрия Гагарина
- Джибути. 2018[23]

Colnect № 2018-37 (2018-06-12). 50-я годовщина смерти Юрия Гагарина
- Мальдивы. 2018[24]

Михель № BL1233 (2018-08-08). 50-я годовщина смерти Юрия Гагарина
- Маршалловы Острова. 2011[31]

Михель № 2732 (2011-04-12). Юрий Гагарин (1934—1968), советский лётчик-офицер и космонавт. Статуя
- Союз Советских Социалистических Республик. 1981[32]

- Михель № 5058 (1981-04-12)
Памятник Гагарину. Эмблема программы Интеркосмос

- Сьерра-Леоне. 2016[33]

Михель № BL973 (2016-04-29). Юрий Гагарин
- Танзания. 2009[34]

Михель № 4619 (2009-02-25). Статуя Гагарина
- Центральноафриканская Республика. 2018[35]

Михель № 8311 (2018-11-20). 50-я годовщина смерти Юрия Гагарина

### Статуя Гагарина в Саратове
Памятник Юрию Гагарину в Саратове установлен в 1995 году на Набережной космонавтов около пересечения её с Обуховским переулком. Автор памятника скульптор Юрий Чернов. Памятник представляет собой полноростовую фигуру Гагарина высотой около трёх метров. Гагарин представлен на этом монументе не в военной форме или космическом скафандре, как это сделано на многих памятниках, а в обычном гражданском костюме из брюк и пиджака. Фигура изображена в движении.
Одна страна выпустила почтовую марку с изображением этого памятника.
- Либерия. 2011[37]

Михель № 5979 (2011-08-05). Статуя Гагарина